# Albert Estrada Vilarrasa
Alberto Estrada Vilarrasa, španski slikar, * 1934.
Trenutno je častni generalni konzul Republike Slovenije v Španiji.

## Odlikovanja in nagrade
Leta 1998 je prejel častni znak svobode Republike Slovenije z naslednjo utemeljitvijo: »za zasluge pri uveljavljanju dobrega imena Slovenije v Španiji in za krepitev prijateljskih odnosov med obema državama«.